# Arctiopais
Arctiopais là một chi bướm đêm thuộc họ Noctuidae.

## Các loài
- Arctiopais ambusta Mabille, 1881